# Un affare di cuore (film 1967)
Un affare di cuore (Ljubavni slučai ili tragedija službenice PTT) è un film del 1967 diretto da Dušan Makavejev.

## Trama
Izabela, una giovane centralinista ungherese e cristiana che lavora a Belgrado, inizia a frequentare Ahmed, un esperto di servizi igienico-sanitari di mezz'età, bosgnacco originario del Sangiaccato, e specializzato nello sterminio di topi.
Mentre Ahmed è in viaggio per lavoro, Izabela cede alle avance di un postino durante un turno notturno. Quando Ahmed rientra, scopre che Izabela è incinta; nonostante l'entusiasmo iniziale dell'uomo, Izabela si dimostra piuttosto fredda. Ahmed abbandona la casa, si ubriaca pesantemente e, quando la ragazza lo insegue per evitare che si possa far del male, Ahmed minaccia di gettarsi in un pozzo e suicidarsi. Izabela cerca di fermarlo, ma Ahmed provoca accidentalmente la morte della donna. L'uomo fugge via disperato e, in preda ai fumi dell'alcol, dorme all'addiaccio. Qualche giorno dopo, la polizia ritrova il cadavere della donna sul fondo di un pozzo e la identifica. Ahmed viene arrestato e accusato di omicidio.

## Produzione
Un affare di cuore è il secondo lungometraggio di Dušan Makavejev e, come il suo primo film Čovek nije tica, ha avuto un budget molto contenuto.
Le riprese del film sono state effettuate in gran parte di nascosto, senza l'approvazione ufficiale, persino in stanze vuote nel seminterrato degli studi Avala Film di Belgrado, e ogni volta che Makavejev e la sua troupe riuscivano a procurarsi della pellicola.

## Distribuzione
Nel 1967 il film è stato presentato durante la Settimana Internazionale della Critica del 20º Festival di Cannes.

## Accoglienza

### Critica
Laura, Luisa e Morando Morandini, ne Il Morandini 2011, affermano che il rapporto tra i due protagonisti è lo spunto per riflettere sul "conflitto tra libertà individuale e oppressione delle istituzioni pubbliche nell'ambito di una società socialista".